# Markus Verne
Markus Verne ist ein deutscher Ethnologe. Er ist seit 2017 Professor für Ethnologie mit Schwerpunkt Ästhetik an der Universität Mainz.

## Leben
Verne studierte von 1991 bis 1999 Ethnologie, Philosophie und Psychologie, Geographie, Musikwissenschaft und Afrikanische Sprachen an den Universitäten Tübingen und Mainz. Anschließend war er wissenschaftlicher Mitarbeiter in Tübingen und ab 2000 an der Universität Bayreuth (bei Gerd Spittler und Hans Peter Hahn, im Sonderforschungsbereich 560 „Lokales Handeln in Afrika im Kontext globaler Einflüsse“). Mit einer Arbeit über Konsum, Kultur und Knappheit in einem Hausadorf in Niger promovierte er 2005 an der Universität Bayreuth.
Von 2006 bis 2014 war er Akademischer Rat auf Zeit, dann Akademischer Oberrat am Lehrstuhl für Ethnologie der Universität Bayreuth (unter Leitung von Kurt Beck). Er forschte in Niger und Madagaskar. Nach seiner 2014 abgeschlossenen Habilitation über Heavy Metal in Madagaskar übernahm er von 2015 bis 2017 Lehrstuhlvertretungen an den Universitäten Freiburg, Köln, Bayreuth und Mainz. Im Juli 2017 wurde er auf eine Professur für Ethnologie mit Schwerpunkt Ästhetik am Institut für Ethnologie und Afrikastudien der Johannes Gutenberg-Universität Mainz berufen.
Seine thematischen Schwerpunkte sind Ästhetik und ästhetische Erfahrung, Ethnologie populärer Musik, Musikethnologie Afrikas, Geschichte und Theorien der Ethnologie, Wirtschaftsethnologie (Schwerpunkte: Armut und Mangel, Konsum). Seine regionalen Schwerpunkte sind Indischer Ozean (insbesondere Madagaskar) und Westafrika (insbesondere Niger).

## Schriften (Auswahl)
- Der Mangel an Mitteln. Konsum, Kultur und Knappheit in einem Hausadorf in Niger. Berlin 2007, ISBN 3-8258-9787-7.
- mit Paola Ivanov und Magnus Treiber (Hg.):  Körper, Technik, Wissen. Kreativität und Aneignungsprozesse in Afrika. In den Spuren Kurt Becks. Berlin 2017, ISBN 978-3-643-13739-5.
- mit Annika Schlitte und Gregor Wedekind (Hg.): Die Handlungsmacht ästhetischer Objekte. Berlin 2021, ISBN 978-3-11-070279-8.